# Octavian Vintilă
Octavian Vintilă (n. 22 iunie 1938, Ploiești, România – d. 19 aprilie 2024) a fost un scrimer român specializat pe sabie. După retragerea din activitatea competițională, a devenit un reputat comentator sportiv.

## Carieră
Din copilărie era pasionat de duelurile cu spade din lemn. S-a apucat de scrimă la CS Petrolul din Ploiești, sub îndrumarea lui Ion Popescu, apoi a lui Vasile Chelaru. La vârsta de 20 ani s-a alăturat clubului Steaua București, cu care a fost campion republican pe echipe toată cariera sa, cu excepția anului 1961. A cucerit și titlul național la individual în 1968 și în 1969. Cu lotul olimpic al României a participat la Jocurile Olimpice de vară din 1964 de la Tokyo și la cele din 1972 de la München, unde România s-a clasat pe locul 4 la proba pe echipe.
După ce s-a retras din activitate competițională, a devenit arbitru internațional de scrimă și a fost vicepreședinte Federației Române de Scrimă din 1975 până în 2000. În paralel, a devenit jurnalist, lucrând la biroul de presă al clubului Steaua împreună cu Cristian Țopescu. Apoi a fost comentator sportiv și realizator de programe la Radio România Actualități. De-a lungul carierei sale a comentat șase ediții ale Jocurilor Olimpice, începând cu ediția din 1976. A fost președintele Asociației Presei Sportive (APS) din România din 2006 până în 2011. Pentru realizările sale a fost ridicat la gradul de comandor în Ordinul Național „Serviciul Credincios”.

## Legături externe
- Octavian Vintilă la Comitetul Olimpic și Sportiv Român (arhivat)
- en Octavian Vintilă la Olympedia.org